# Báktegiesjjávrásj
Báktegiesjjávrásj, enligt tidigare ortografi Paktekies-Jauratj, är en sjö i Jokkmokks kommun i Lappland och ingår i Luleälvens huvudavrinningsområde. Sjön har en area på 0,188 kvadratkilometer och ligger 735,1 meter över havet. Báktegiesjjávrásj ligger i Padjelanta Natura 2000-område. Báktegiesjjávrásj avvattnas av en namnlös jokk som störtar sig ut för branten Vielggisbákte i ett vackert vattenfall innan den mynnar i Vásstenjávrre.
Förledet bákte betyder klippa eller klippbrant vilket syftar på att sjön ligger i direkt anslutning till den nästan 200 meter höga klippbranten Vielggisbákte.

## Delavrinningsområde
Báktegiesjjávrásj ingår i det delavrinningsområde (749073-154321) som SMHI kallar för Utloppet av Vastenjaure. Medelhöjden är 670 meter över havet och ytan är 238,31 kvadratkilometer. Räknas de 93 avrinningsområdena uppströms in blir den ackumulerade arean 1 910,9 kvadratkilometer. Avrinningsområdets utflöde Vuojatädno som avvattnar avrinningsområdet har biflödesordning 2, vilket innebär att vattnet flödar genom totalt 2 vattendrag (Stora Luleälv, Luleälven) innan det når havet. Avrinningsområdet består mestadels av kalfjäll (62 %). Avrinningsområdet har 90,93 kvadratkilometer vattenytor vilket ger det en sjöprocent på 38,1 %.

## Galleri

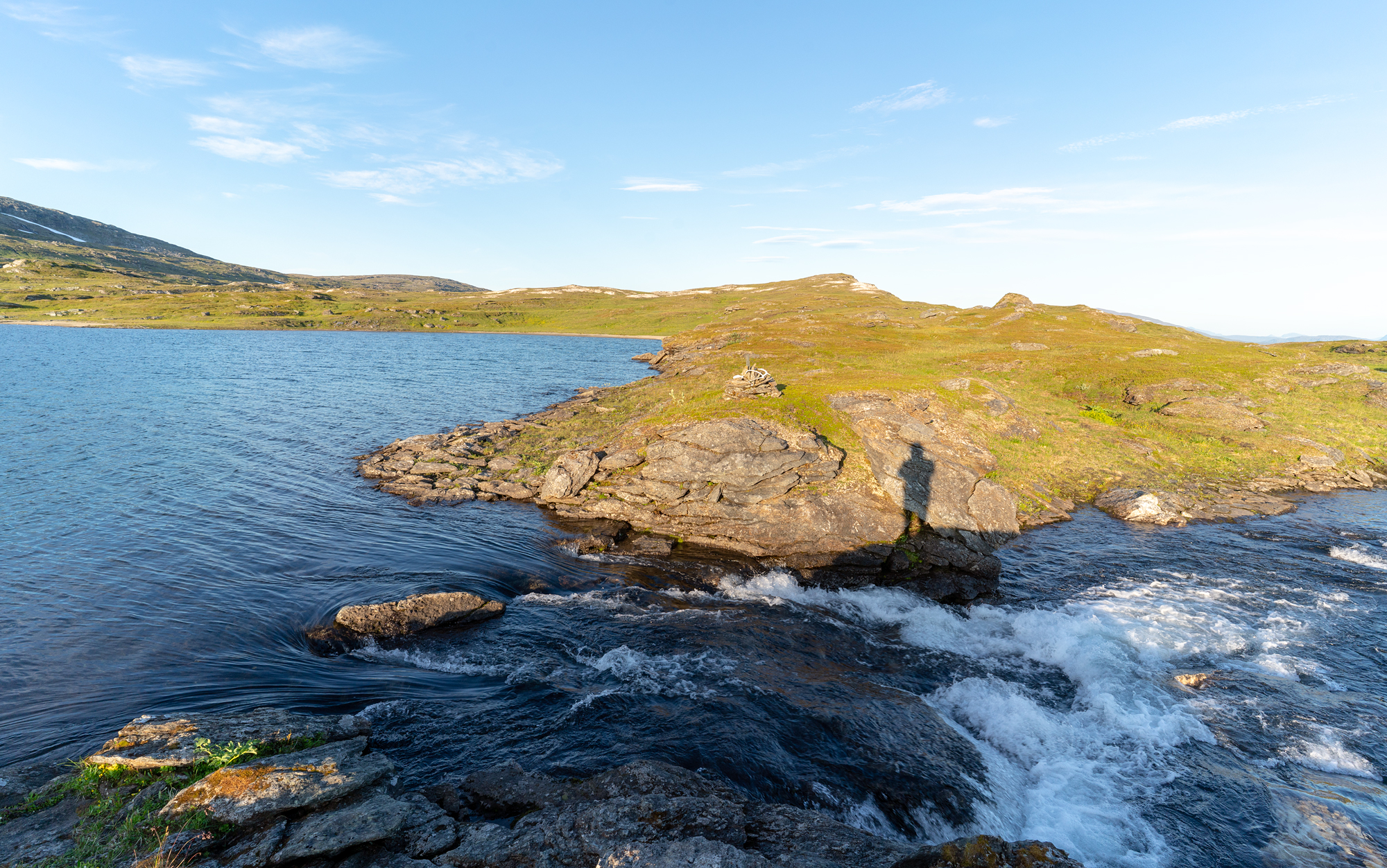
Utloppet från Báktegiesjjávrásj.
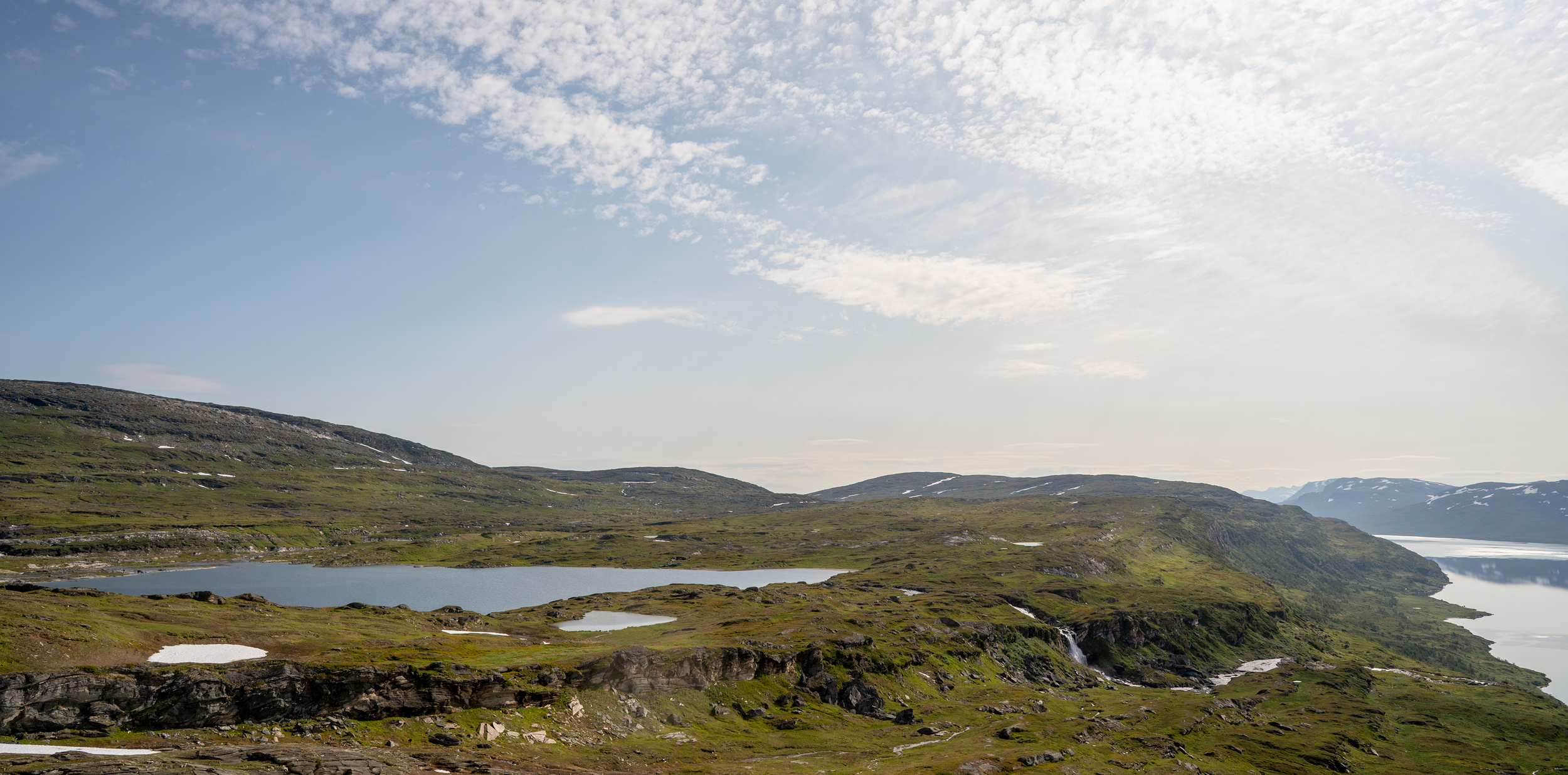
Báktegiesjjávrásj och Vielggisbákte - vy mot öster.